# یورت

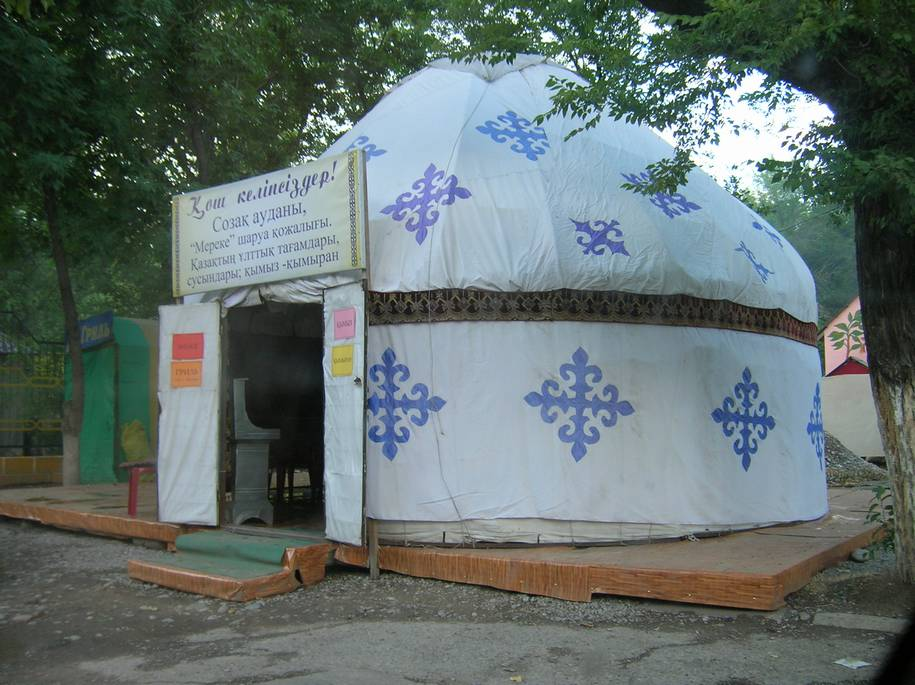

یورت، یورد یا آلاچیق نوعی چادر است که و ترک در آسیای میانه و آذربایجان به‌عنوان خانه مورد استفاده قرار می‌دهند. یورت معمولاً از پشم و پوست حیوانات درست شده و قابل حمل است.

## ریشهٔ کلمه
کلمهٔ یورت ریشهٔ ترکی دارد. در زبان روسی یورتا، مغولی گر، قزاقی کییز اوی و در فارسی، یُرد، خیمه یا کَپَر گفته می‌شود.

## نگارخانه

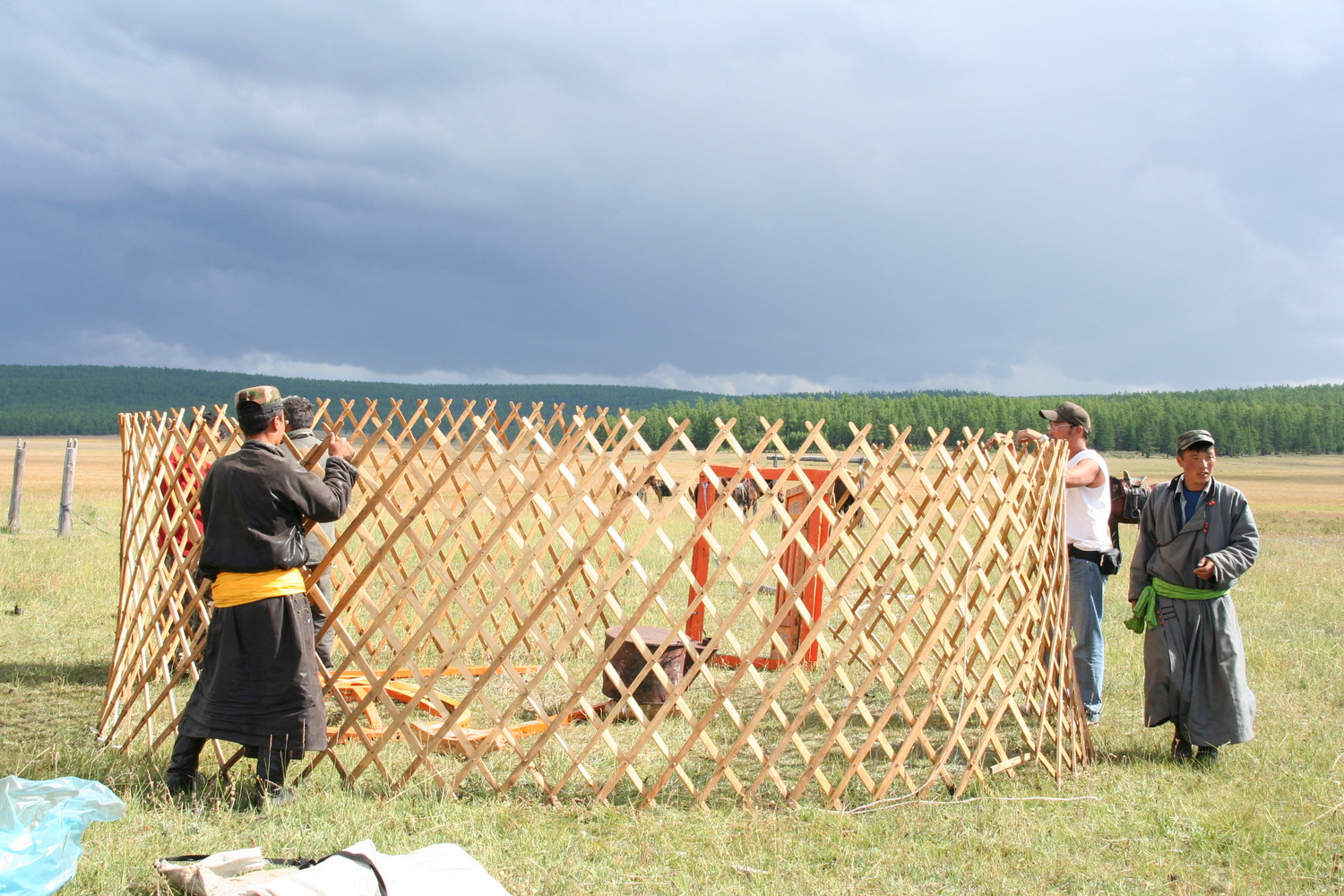
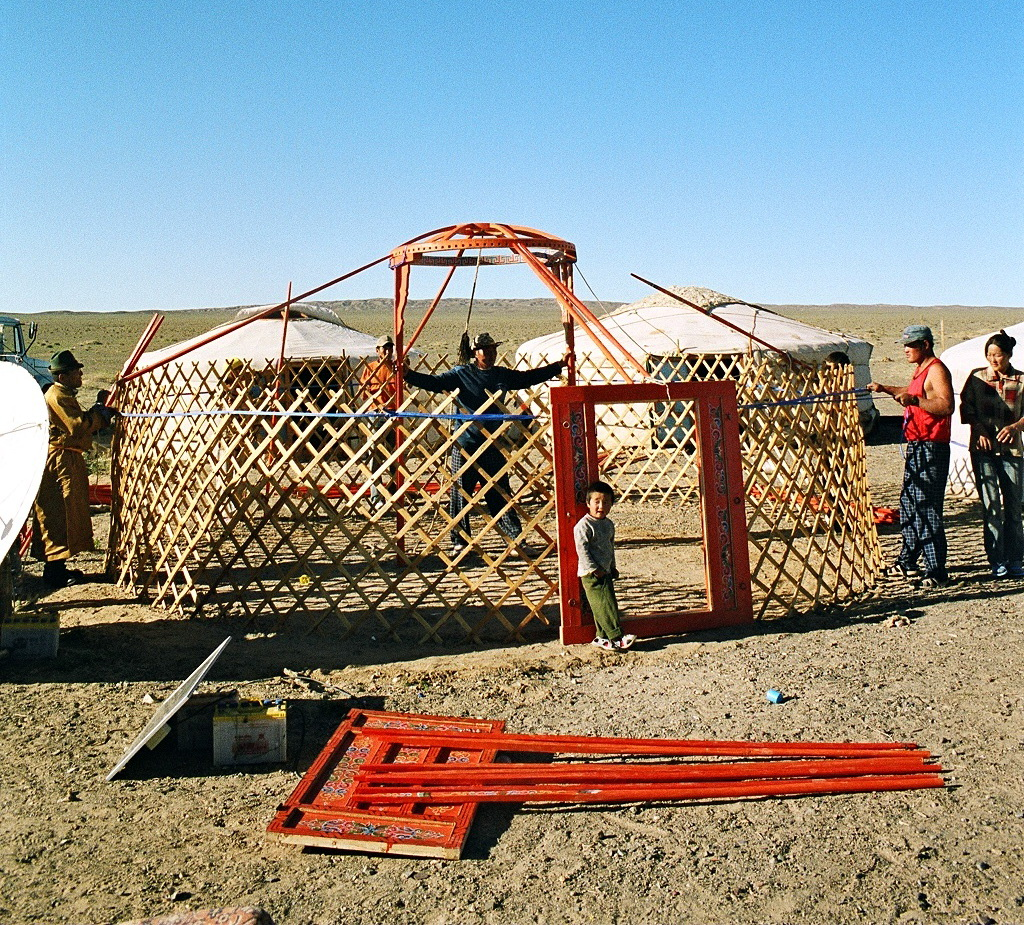
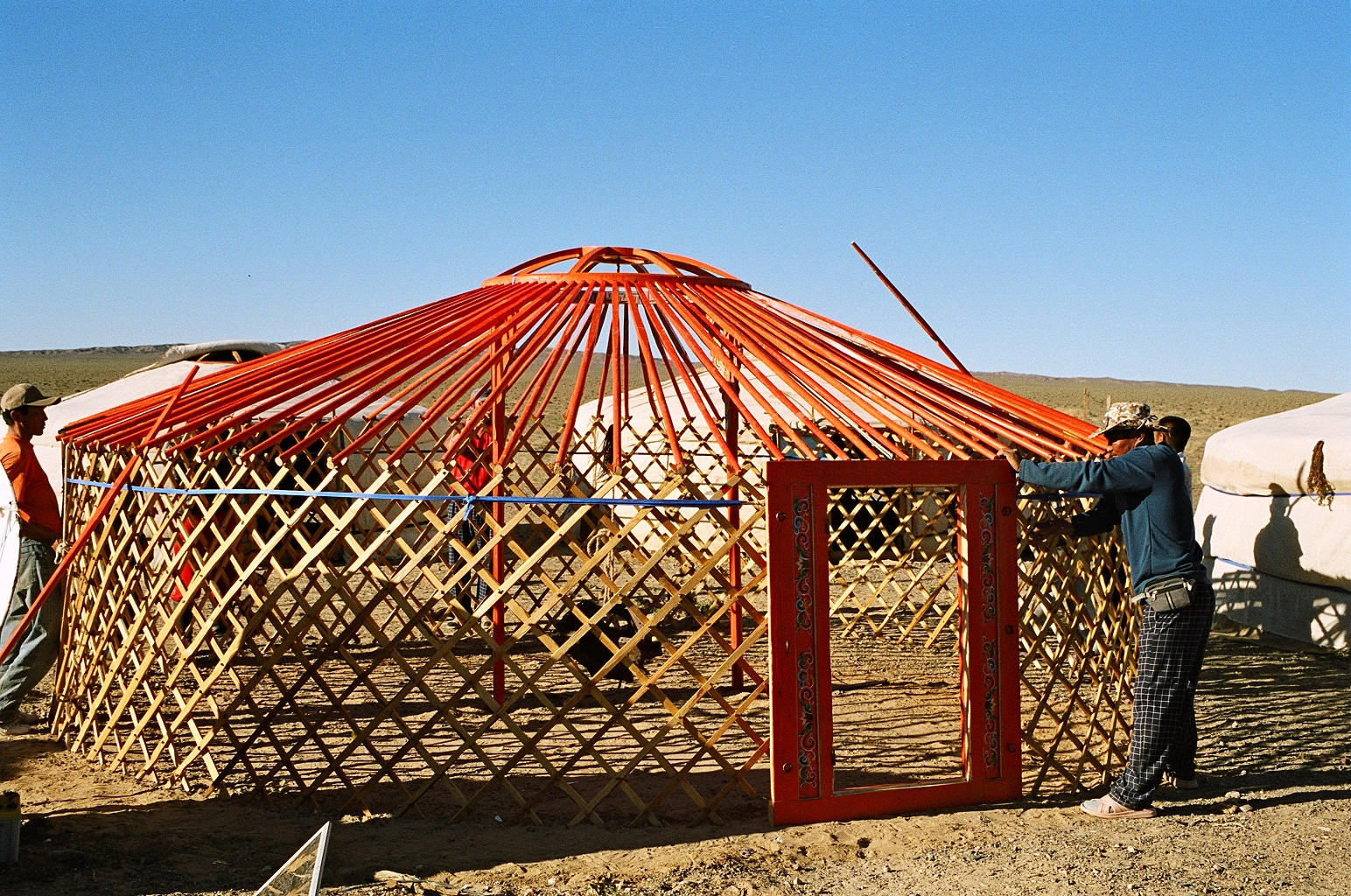
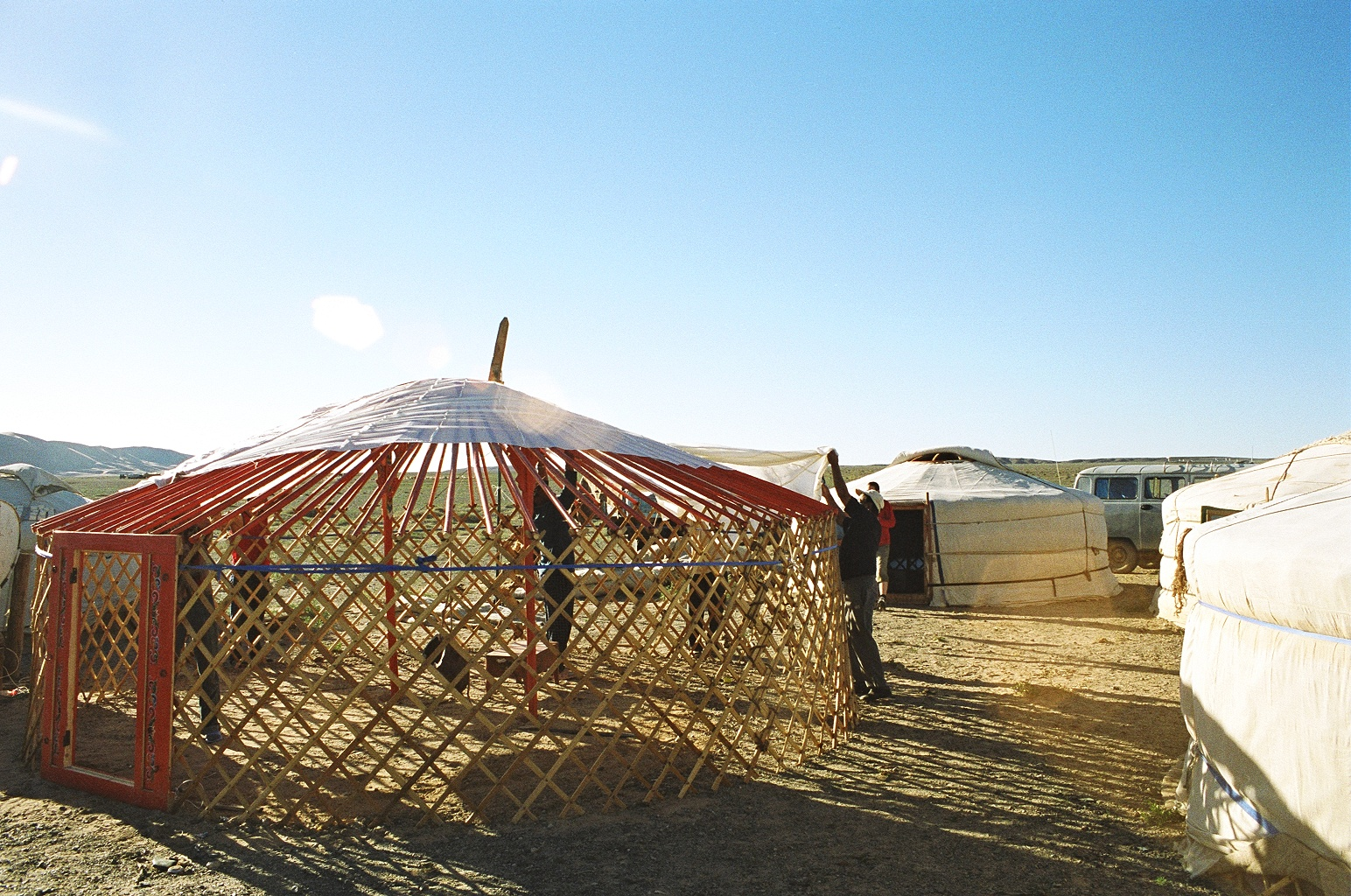
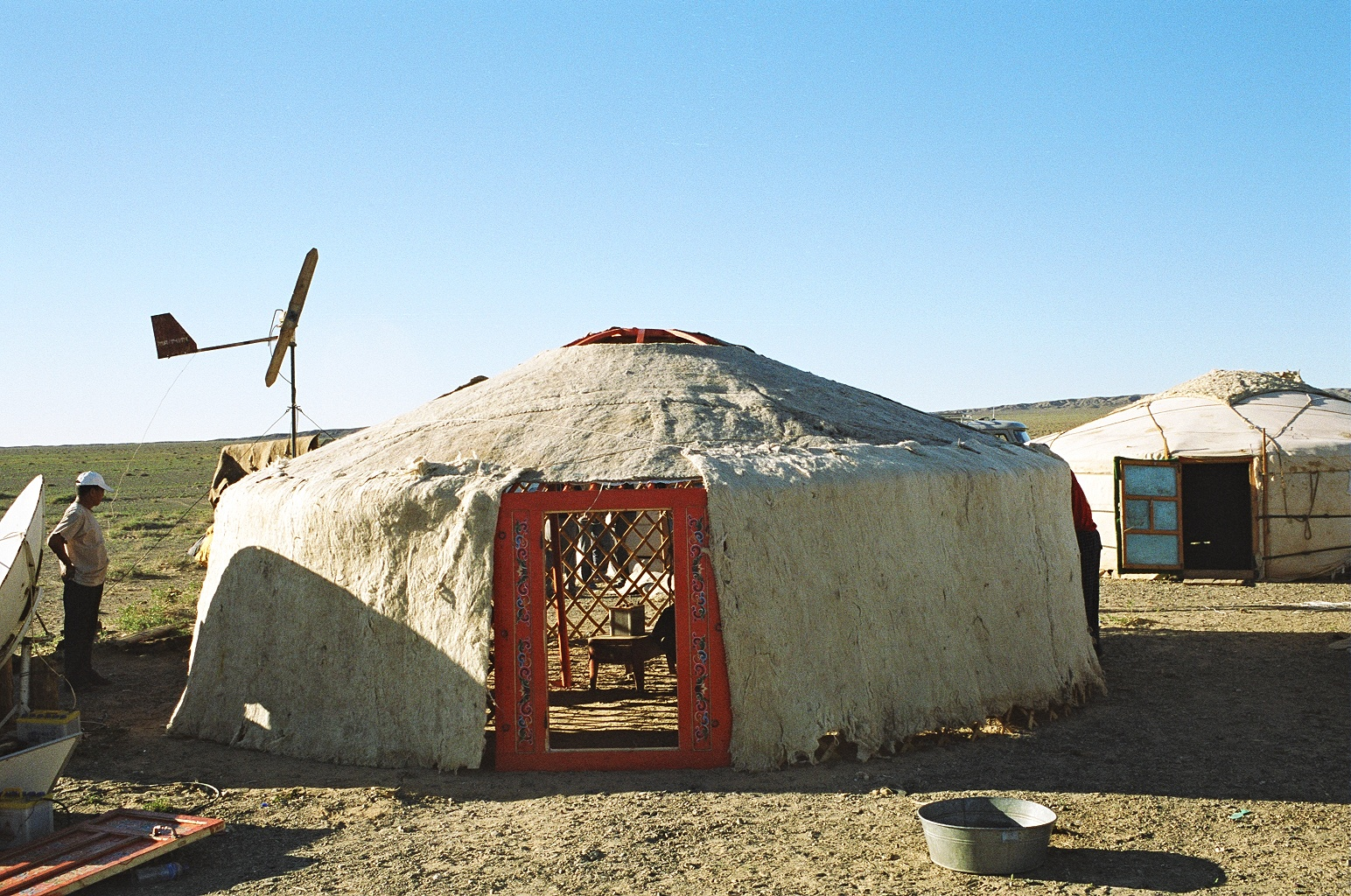
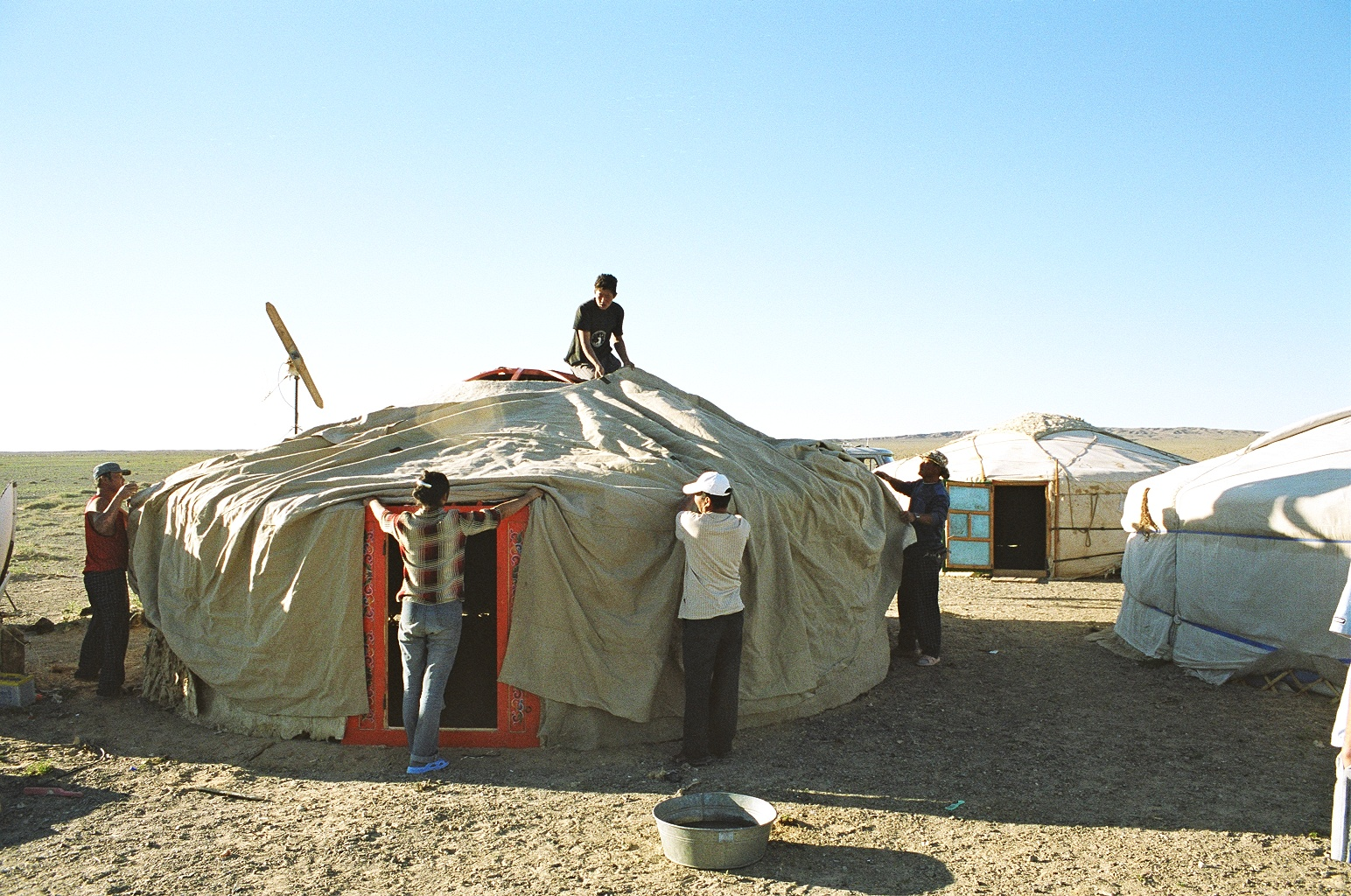